# GNB2
구아닌 뉴클레오타이드 결합 단백질 G(I)/G(S)/G(T) 서브 유닛 베타-2(Guanine nucleotide-binding protein G(I)/G(S)/G(T) subunit beta-2)는 인간에서 GNB2 유전자에 의해 암호화되는 단백질이다.
수용체와 반응기 사이에 신호를 통합하는 이종삼량체 구아닌 뉴클레오타이드 결합 단백질(G단백질)은 알파, 베타, 감마 서브 유닛으로 구성된다. 이들 서브 유닛은 관련된 유전자의 패밀리에 의해 암호화된다.
이 유전자는 베타 서브 유닛을 암호화한다. 베타 서브 유닛은 알파 서브 유닛뿐만 아니라 특정 신호 전달 수용체 및 이펙터의 중요한 조절제이다. 이 유전자는 5' UTR에서 트리뉴클레오타이드(CCG) 반복 길이 다형성을 함유한다.